# Џилет Гроув (Ајова)
Џилет Гроув (енгл. Gillett Grove) град је у америчкој савезној држави Ајова. По попису становништва из 2010. у њему је живело 49 становника.

## Демографија
Према попису становништва из 2010. у граду је живело 49 становника, што је -6 (-10.9%) становника више него 2000. године.
| Група             | 2000.      | 2010.      |
| Белци             | 54 (98,2%) | 48 (98,0%) |
| Афроамериканци    | 0 (0,0%)   | 0 (0,0%)   |
| Азијати           | 0 (0,0%)   | 0 (0,0%)   |
| Хиспаноамериканци | 0 (0,0%)   | 0 (0,0%)   |
| Укупно            | 55         | 49         |